# Erik Stolte
Erik Stolte (Emmeloord, 27 juni 1985) is een voormalig Nederlands voetballer die van 2004 tot 2006 onder contract stond bij FC Zwolle. In het seizoen 2010/11 speelde hij voor Topklasser Flevo Boys, door aanhoudende blessures is hij inmiddels gestopt. Hij speelde als aanvaller.

## Statistieken
| Seizoen | Club      | Land      | Competitie     | Wed. | Goals |
| ------- | --------- | --------- | -------------- | ---- | ----- |
| 2004/05 | FC Zwolle | Nederland | Eerste divisie | 1    | 0     |
| 2005/06 | FC Zwolle | Nederland | Eerste divisie | 0    | 0     |
| Totaal  | Totaal    | Totaal    | Totaal         | 1    | 0     |